# Djedi
Djedi (ḏed.j) va ser un príncep egipci de la IV dinastia. Era fill del príncep Rahotep i Nofret, i net del faraó Snefru i nebot del faraó Khufu. Tenia dos germans i tres germanes. Està representat a les capelles de la tomba dels seus pares i hi porta el títol de "Conegut del Rei".
En un antic conte egipci, "Khufu i els mags", s'hi esmenta a un mag anomenat Djedi o Dedi; és possible que aquesta persona mítica s'inspirés en el príncep Djedi, nebot de Khufu.